# لويس ميغيل فالي
لويس ميغيل فالي (بالإسبانية: Luis Miguel Valle)‏ (11 أبريل 1989 في كوستاريكا - ) هو مدرب كرة قدم ولاعب كرة قدم كوستاريكي في مركز الوسط. شارك مع منتخب كوستاريكا لكرة القدم. أما مع النوادي، فقد لعب مع نادي ألاجولينسي.

## وصلات خارجية
- لويس ميغيل فالي على موقع قاعدة بيانات كرة القدم.إي يو (الإنجليزية)
- لويس ميغيل فالي على موقع ناشيونال فوتبول تيمز (الإنجليزية)
- لويس ميغيل فالي على موقع Soccerway.com (الإنجليزية)